# 에리히 푀겔린
에리히 헤르만 빌헬름 푀겔린(Erich Hermann Wilhelm Vögelin, 1901-1985)는 독일계 미국인 정치 철학자이다. 쾰른에서 태어나 비엔나 대학교에서 정치학을 전공했으며 정치학 부교수가 되었다. 1938년에 그와 그의 아내는 오스트리아 빈에 침입한 나치독일 군대로부터 도망쳤다. 그들은 미국으로 이주하여 1944년에 시민권을 얻었다. 루이지애나 주립 대학, 뮌헨 대학 및 스탠포드 대학 후버 연구소에서 대부분의 학업 경력을 보냈다.

## 어린 시절
1901년 1월 3일쾰른에서 태어났지만 그의 부모는 1910년 빈으로 이주하여 결국 빈 대학교에서 공부했다. 그의 논문 지도는 한스 켈젠과 오스마 슈판(Othmar Spann)이 맡았다. 1928년 그곳에 하빌리타치온 받은 후 정치철학과 사회학을 가르쳤다. 오스트리아에서 그는 알프레드 쉬츠(Alfred Schütz) 및 프리드리히 하이에크와 지속적인 우정을 시작했다.

## 진로
1938년 오스트리아 병합의 결과로 뵈겔린은 직장에서 해고되었다. 게슈타포의 체포를 가까스로 피하고 스위스에 잠시 머물다가 미국에 도착했다.그는 1942년 루이지애나 주립 대학의 정부 부서에 합류하기 전에 여러 대학에서 가르쳤다. 푀겔린은 1958년까지 Baton Rouge에 머물렀고, 1920년 비어 있던 Max Weber의 전 정치학 학과장을 채우라 는 뮌헨의 Ludwig-Maximilians-Universität의 제안을 수락했다. 뮌헨에서 그는 Institut für Politische Wissenchaft를 설립했다. 푀겔린은 1969년 미국으로 돌아와서 Henry Salvatori Fellow로 스탠포드 대학의 전쟁, 혁명, 평화에 관한 후버 연구소에 합류했다. 그곳에서 그는 죽을 때까지 일을 계속했다. 그는 필라델피아 소사이어티의 회원이었다.

## 활동
그의 말년에 푀겔린은 정치, 역사 또는 의식 의 철학으로 다양하게 불리는 노력의 일환으로 20세기 의 고질적인 정치적 폭력을 설명하기 위해 노력했다. 푀겔린의 Weltanschauung에서 그는 "나치즘과 공산주의와 같은 전체주의 운동을 낳은 기독교에 대한 잘못된 유토피아적 해석을 비난했다." 푀겔린은 독자와 추종자들이 그의 작업에 부과하려고 시도한 어떤 이데올로기적 레이블이나 범주화도 피했다.
푀겔린은 일생 동안 수많은 책, 에세이 및 리뷰를 출판했다. 같은 전체주의 이념에 (정치 종교 1938) 초기 작업은 다이 politischen Religionen이었다 정치 종교 로 인한 구조적 유사성 종교 . 그는 1956년에 출판을 시작하여 29년 후 그가 사망할 당시 미완성으로 남아 있던 여러 권으로 된 (영어로 된) 질서와 역사를 저술했다. New Science of Politics 로 출판된 그의 1951년 Charles Walgreen 강의는 때때로 이 시리즈의 서문으로 여겨지며 그의 가장 잘 알려진 작품으로 남아 있다. 그는 이후 8권으로 출판된 정치 사상의 역사를 포함하여 많은 원고를 출판하지 않은 채로 남겼다.
질서와 역사(Order and History)는 원래 자신의 시대의 무질서에 대한 보겔린의 개인적인 경험에 의해 야기된 질서의 역사에 대한 5권으로 구성된 고찰로 생각되었다. 처음 세 권인 이스라엘과 계시록, 폴리스의 세계, 플라톤과 아리스토텔레스 가 1956년과 1957년에 빠르게 연이어 등장했으며 고대 근동과 그리스의 질서를 환기시키는 데 초점을 맞췄다.
푀겔린은 출판 속도를 늦추는 어려움에 직면했다. 이것은 그의 대학 행정 업무 및 새 연구소와 관련된 작업과 결합되어 17년이 3권에서 4권을 분리했음을 의미했다. 그의 새로운 관심사는 1966년 독일 컬렉션 Anamnesis: Zur Theorie der Geschichte und Politik에 표시되었다 . 네 번째 책인 에큐메니칼 시대(The Ecumenic Age )는 1974년에 출판되었다. 그것은 수메르 왕 목록에서 헤겔에 이르기까지 시간에 따른 질서의 상징화를 조사함으로써 이전 권의 연대기적 패턴을 깨뜨렸다. 마지막 권에 대한 작업 인 질서를 찾아서(In Search of Order )는 푀겔린의 마지막 날을 차지했으며 사후 1987년에 출판되었다.
푀겔린의 후기 작업에서 요점 중 하나는 초월에 대한 우리의 경험이 질서감을 전달한다는 것이다. 초월을 완전히 정의하거나 설명할 수는 없지만 상징으로 전달할 수는 있다. 초월적 질서에 대한 특정한 감각은 특정한 정치적 질서의 기초로 작용한다. 따라서 의식의 철학은 정치의 철학이 될 수 있다. 통찰력은 도그마로 화석화될 수 있다.
푀겔린은 질서에 대한 비전이 참인지 아닌지에 대한 인식론적 질문보다 이러한 경험에서 발생 하는 존재론적 문제에 더 관심이 있다. 푀겔린에게 진실의 본질은 신뢰이다. 모든 철학은 신의 경험에서 시작된다. 하나님은 선하신 분으로 체험되기 때문에 실재는 알 수 있다고 확신할 수 있다. 데카르트가 말했듯이 신은 기만자가 아니다. 지식의 가능성을 감안할 때 푀겔린은 의도성과 광도라는 두 가지 모드가 있다고 주장한다. 질서의 비전은 후자의 범주에 속한다. 모든 비전의 진실은 푀겔린이 농담으로 독창성 부족이라고 부르는 정통성에 의해 확인된다.
푀겔린은 고대 영지주의와 근대주의 정치 이론, 특히 공산주의와 나치즘 사이의 유사점을 인식했다. 그는 영지주의적 충동의 근원을 소외, 즉 사회로부터의 단절감과 이러한 결여가 세계의 고유한 무질서, 심지어는 악의 결과라는 믿음이라고 확인했다. 그 소외에는 두 가지 효과가 있다.
- 첫 번째는 세계의 무질서가 비범한 통찰력, 학습 또는 지식에 의해 초월될 수 있다는 믿음으로, 푀겔린의 Gnostic Speculation (영지주의자들은 이를 gnosis라고 함)이라고 한다.
- 두 번째는 구현하거나 추측을 실현하기위한 정책을 만들거나하는 욕망이다 종말을 Immanentize 일종의 만들 : 지상에서 천국을 역사 내에서.

푀겔린에 따르면, 그노시스주의자들은 하나님 나라의 기독교적 종말을 정말로 거부하고 그것을 밀교의 의례나 관습을 통해 인간적인 형태의 구원으로 대체한다.
푀겔린의 영지주의 성향을 특징짓는 주요 특징은 선택된 그룹(엘리트), 인간-신, 또는 남자 - 신. Übermensch는 인간 존재를 완벽하게 만드는 방법에 대한 일종의 특별한 지식(마술이나 과학과 같은)을 가진 선택된 사람이다.
그것은 인간과 신의 화해를 통해 성취되는 구속의 개념과 대조된다. 그러므로 마르크스주의는 자본주의가 프롤레타리아트에 의해 전복되면 지상에 완전한 사회가 수립될 수 있다고 주장하기 때문에 "영지주의적"으로 자격을 갖는다. 마찬가지로 나치즘은 주인 인종이 인종적으로 열등하고 타락한 사람들로부터 해방되면 인종적 순수성을 획득함으로써 유토피아가 달성될 수 있다고 가정하기 때문에 "영지주의적"으로 간주된다.
푀겔린이 특별히 분석한 두 경우 모두 전체주의적 충동은 개인이 사회의 나머지 부분에서 소외되는 데서 비롯된다. 이는 지배하려는 욕망( 리비도 도미난디 )으로 이어지며, 이는 그의 비전의 명령에 대한 영지주의적 신념에 뿌리를 두고 있지만 또한 그의 사회의 많은 부분과 일치하지 않는 데 있다. 결과적으로 강압적인 것부터 재앙적인 것까지(영어 속담: "오믈렛을 만들려면 계란 몇 개를 깨야 한다" 또는 러시아 품종 : "나무를 자르면 칩이 날아간다").
푀겔린은 맑스주의, 공산주의, 국가 사회주의, 진보주의, 자유주의, 인본주의와 같은 다양한 이데올로기와 운동에 영지 개념을 적용했기 때문에 비평가들은 푀겔린의 영지 개념에 이론적 정확성이 부족하다고 제안했다. 따라서 비평가들에 따르면 푀겔린의 영지는 정치 운동 분석을 위한 과학적 근거로 거의 역할을 할 수 없다. 오히려 푀겔린이 사용한 "Gnosticism"이라는 용어는 "최저 수준의 선전에서 자신의 의견에 부합하지 않는 사람들을 공산주의자로 비방할 때"와 같이 더 모욕적이다.
여기에서 캐치프레이즈가 나온다. " 종말을 내재화 하지 마십시오!", 이것은 단순히 "내세에 속한 것을 지금 여기에서 발생시키려고 하지 마십시오" 또는 "지구에 천국을 만들려고 하지 마십시오"를 의미한다.
푀겔린이 그노시스라는 용어를 부정적으로 사용할 때, 그것은 고대 의 마니교와 발렌티누스주의에서 발견되는 단어를 반영하는 것이다. 그것은 나중에 피오레의 요아킴(Joachim of Fiore)의 뒤를 잇는 근대성과 그의 작품에 요약된 다양한 이데올로기적 운동에서 내재화(또는 현현)되기 때문이다.
푀겔린은 헬레니즘적 입장에서 좋은 영지 (gnosis)는 피스티스(신앙)에서 파생되며 이교도 전통은 믿음과 노에시스를 잘못 구분했다고 주장했다. 아원론적 관점은 노에마의 남용을 통한 영지주의의 본질이었으며 인간의 의식 속에서 내적 세계와 외적 세계를 파괴적으로 분열시켰다. 의식의 내적(주관적 ) 세계와 외적( 객관적 ) 세계를 조화시키는 것이 질서의 회복이었다.

### 사회적 소외
푀겔린은 영지주의적 충동의 뿌리를 소외 (사회와의 단절감)와 단절이 세상의 고유한 무질서 또는 악의 결과라는 믿음으로 확인했다. 소외에는 두 가지 효과가 있다.
- 세계의 질환은 특별한 통찰력, 학습, 또는 지식 초월 푀겔린 (자신이 영지로 언급 된 영지 주의자)에 의한 영지주의의 추측을 호출 할 수 있다는 믿음.
- 묵시록을 촉발하여 역사 내에서 일종의 지상 천국을 창조하기 위해 , 또는 푀겔린이 묘사한 대로 종말론을 내재화 하기 위한 정책을 만들고 실행하려는 열망  .

영지의 푀겔린의 개념, 그리고 일반적으로 영지주의의 그의 분석에 의해 비판을 받았다 유진 웹 . "푀겔린의 영지주의 재고" 기사에서 Webb는 푀겔린의 영지주의 개념이 "일차적으로 고대 현상을 설명하기 위한 것이 아니라 증거가 훨씬 더 명확해진 일부 현대 현상을 이해하는 데 도움을 주기 위한 것"이라고 설명했다.  Webb은 계속해서 "(영지주의의) 범주는 그가 정의한 목적에 대해 제한된 유용성이 있으며 ... 그리고 그 자체로 최근 몇 년 동안 영지주의 자체의 관념이 매우 문제적이고 복잡해 졌다는 사실은 고대 출처에서 현대 현상에 이르기까지 역사적 혈통을 추적하려는 푀겔린의 노력은 최소한으로 약화되었다.

### 영적 부흥
푀겔린의 작업은 개혁 프로그램을 제시하거나 그가 현대 정치에서 "악마광적"이라고 부른 것에서 회복 교리를 제시하지 않다. 그러나 그의 저서에는 신성한 질서의 일차적 경험의 영적 회복에 대한 아이디어가 산재해 있다. 그는 종교적 교리가 개인의 구원을 가져올 수 있는 결과보다는 오히려 daimonios aner (플라톤의 "영적인 사람" 용어)의 고전적 의미에서 인간의 회복에 관심이 있었다. 영성 회복이 일어날 수 있는 제도적 형태를 추측한 것이 아니라 “인간을 영원히 부정할 수는 없다”고 해서 현재의 500년 세속주의가 끝날 것이라는 확신을 표명했다.
1965년에 출판된 에세이에서 푀겔린은 소련이 철학과 기독교에 역사적 뿌리를 두고 있기 때문에 내부로부터 소련이 붕괴될 것이라고 제안했다.

## 같이 보기
- 레오 스트라우스